# Малтийци
Малтийците (на малтийски: Maltin) са етническа група, съставляваща основна част от населението на островната държава Малта. Малтийската етническа група обединява както населението на едоименния и най-голям остров от архипелага, така и гозийците (на малтийски: Għawdxin), населяващи съседния Гозо. Най-голямата малтийска общност извън средиземноморския архипелаг живее в Австралия и наброява над 150 хил. души.

## История
Малтийците са вероятно потомци на някогашните финикийци, колонизирали Малта в древността. Смята се, че първите заселници са дошли на острова от Сицилия около 5200 г. пр.Хр. На островите се пазят следи от богата неолитна култура, като особено впечатляващи са запазените мегалитни структури (Мнайдра, Джгантия и др.). Финикийците колонизирали Малта преди около 3000 години. Финикийският език става основа за съвременните малтийски език и култура. Малтийският също като финикийският се причислява към семитската езикова група. Малтийците са попадали под властта на много народи: картагенци, римляни, византийци (395 – 870 г.), араби (870 – 1201 г.), нормани, всеки от които е допринесъл в някаква степен за съвременния облик на малтийската нация.
В по-късни времена Малта е завладявана от Наполеон Бонапарт, за отблъскването на когото помощ оказват англичаните. Малтийците отправят молба да станат част от Британска империя, при условие че монархът няма да предава островите на друга сила. Малта става официално английска колония с Парижкия договор от 1814 г. Такава остава до 21 септември 1964 г., когато провъзгласява своята независимост.

## Език
Малтийският е единственият семитски език, който се говори в Европа. С течение на времето речниковият състав на малтийския се променя под влиянието на сицилианския, италианския, английския и в по-малка степен на френския език. Наблюдава се и навлизането на все повече заемки от английския. Паралелно с това значителна част от населението на Малта е двуезична и говори малтийски и английски. Това са и двата официални езици в страната. Третият най-популярен език сред малтийците е италианският, който губи официалния си статус през 1934 г., когато бива заменен от стандартния малтийски.

## Култура
Културата на Малта е отражение на различни култури, които са влезли в контакт с малтийските острови през вековете, включително съседните средиземноморски култури и културите на нациите, които са управлявали Малта за дълги периоди от време преди нейната независимост през 1964 г.
Културата на съвременна Малта е описана като „богат модел на традиции, вярвания и практики“, която е резултат от „дълъг процес на адаптиране, асимилация и кръстосано оплождане на вярвания и обичаи, извлечени от различни противоречиви източници“.